# Велика награда Емилије Ромање 2022.
Велика награда Емилије Ромање 2022. (званично позната као итал. Formula 1 Rolex Gran Premio del Made in Italy e dell'Emilia-Romagna 2022) је предстојећа трка Формуле 1 која се одржава 24. априла 2022. на Аутодрому Енцо и Дино Ферари у Имоли, Италија. Ово је први тркачки викенд у сезони 2022. у којем се користи спринт формат.
Трку је победио Макс Верстапен, испред Серхија Переза и Ланда Нориса на другом и трећем месту. Био је то први 1–2 резултат за Ред бул од Велике награде Малезије 2016. као и Верстапенов други гренд слем у каријери, пошто је стартовао са пол позиције након победе у спринт трци са прве позиције у суботу, поставио најбржи круг и водио сваки круг трке у недељу. Лидер шампионата Шарл Леклер завршио је на шестом месту, док се његов сувозач Карлос Саинз повукао у првом кругу након судара са Данијелом Рикардом у првој кривини.

## Позадина

### Промене на стази
ДРС детекције је померена још назад пре 17. скретања.

### Шампионати пре трке
Шарл Леклер је лидер у шампионату возача после треће трке са 71 бодом, 34 испред Џорџа Расела на другом и Карлоса Саинза на трећем, четири бода иза Расела. У шампионату конструктора, Ферари води Мерцедес за 39 бодова, а Ред бул за још 10.

### Учесници
Возачи и тимови су били исти као на листи за пријаву сезоне без додатних резервних возача за трку.

### Избор гума
Добављач гума Пирели донео је смеше за гуме Ц2, Ц3 и Ц4 (означене као тврде, средње и меке) за тимове да их користе на догађају.

## Тренинг
Постоје два тренинга, оба трају један сат. Први тренинг почео је у 13:30 по локалном времену (УТЦ+02:00) у петак, 22. априла. Други тренинг је почео у 12:30 по локалном времену 23. априла.
Први тренинг је завршен тако што је Шарл Леклер био најбржи испред Карлоса Саинза и Макса Верстапена. Сесија је два пута означена црвеном заставом, због влажних услова који су изазвали окретање од стране Ланда Нориса и касније Валтерија Ботаса.

## Квалификације
Квалификације су одржане у 17:00 по локалном времену и требало је да трају један сат.
Прва квалификациона сесија била је обележена са 12 минута црвених застава након што су се кочнице Александера Албона запалиле у 14. кривини, избацујући крхотине по целој стази. Само десет возача је поставило време пре црвене заставице због чега је стаза постала веома попуњена. Други део квалификација је поново обележен црвеном заставом након што се Карлос Саинз окренуо у 18. кривини и сударио се са спољним зидом. Време које је поставио било је довољно да га пласира у трећи део квалификација. Мерцедес први пут од Велике награде Јапана 2012. није успео да се пласира у завршни део квалификација. У К3 су биле још три црвене заставе, чиме је укупан број у квалификацијама био пет, што је нови рекорд. Први је био Кевин Магнусен који се окретао у 12. кривини, један од многих возача који су имали проблема на том делу стазе. Друга црвена застава у сесији је позвана када је Ботасов Алфа Ромео имао проблем због којег је скренуо са стране стазе у кривини 16, са само три минута до краја сесије. Верстапен који је био у кругу да постави најбржи круг, морао је да успори због тога, али је и даље успео да надмаши Леклерково време за 0,7 секунди. Још једном, возачи су били у помами да добију још једну прилику да побољшају своје време у кругу. Међутим, са мање од једног минута до краја, Ландо Норис се окренуо у 12. кривини. То је довело до превременог завршетка сесије, не остављајући возачима више шансе да побољшају своје време.
Макс Верстапен је освојио пол позицију испред лидера у шампионату Шарла Леклера који се квалификовао као други. Ландо Норис у Макларену је био трећи.

### Квалификациона класификација
| Поз.   | Бр. | Возач            | Конструктор  | Квалификациона времена | Квалификациона времена | Квалификациона времена | Спринт позиција |
| Поз.   | Бр. | Возач            | Конструктор  | К1                     | К2                     | К3                     | Спринт позиција |
| ------ | --- | ---------------- | ------------ | ---------------------- | ---------------------- | ---------------------- | --------------- |
| 1      | 1   | Макс Верстапен   | Ред бул      | 1:19,295               | 1:18,793               | 1:27,999               | 1               |
| 2      | 16  | Шарл Леклер      | Ферари       | 1:18,796               | 1:19,584               | 1:28,778               | 2               |
| 3      | 4   | Ландо Норис      | Макларен     | 1:20,168               | 1:19,294               | 1:29,131               | 3               |
| 4      | 20  | Кевин Магнусен   | Хас          | 1:20,147               | 1:19,902               | 1:29,164               | 4               |
| 5      | 14  | Фернандо Алонсо  | Алпин        | 1:20,198               | 1:19,595               | 1:29,202               | 5               |
| 6      | 3   | Данијел Рикардо  | Макларен     | 1:19,980               | 1:20,031               | 1:29,742               | 6               |
| 7      | 11  | Серхио Перез     | Ред бул      | 1:19,773               | 1:19,296               | 1:29,808               | 7               |
| 8      | 77  | Валтери Ботас    | Алфа Ромео   | 1:20,419               | 1:20,192               | 1:30,439               | 8               |
| 9      | 5   | Себастијан Фетел | Астон Мартин | 1:20,364               | 1:19,957               | 1:31,062               | 9               |
| 10     | 55  | Карлос Саинз     | Ферари       | 1:19,305               | 1:18,990               | Без времена            | 10              |
| 11     | 63  | Џорџ Расел       | Мерцедес     | 1:20,383               | 1:20,757               | Н/Д                    | 11              |
| 12     | 47  | Мик Шумахер      | Хас          | 1:20,422               | 1:20,916               | Н/Д                    | 12              |
| 13     | 44  | Луис Хамилтон    | Мерцедес     | 1:20,470               | 1:21,138               | Н/Д                    | 13              |
| 14     | 24  | Џоу Гуанју       | Алфа Ромео   | 1:19,730               | 1:21,434               | Н/Д                    | 14              |
| 15     | 18  | Ланс Строл       | Астон Мартин | 1:20,342               | 1:28,119               | Н/Д                    | 15              |
| 16     | 22  | Јуки Цунода      | Алфа Таури   | 1:20,474               | Н/Д                    | Н/Д                    | 16              |
| 17     | 10  | Пјер Гасли       | Алфа Таури   | 1:20,732               | Н/Д                    | Н/Д                    | 17              |
| 18     | 6   | Николас Латифи   | Вилијамс     | 1:21,971               | Н/Д                    | Н/Д                    | 18              |
| 19     | 31  | Естебан Окон     | Алпин        | 1:22,338               | Н/Д                    | Н/Д                    | 19              |
| —      | 23  | Александер Албон | Вилијамс     | Без времена            | Н/Д                    | Н/Д                    | 201             |
| Извор: |     |                  |              |                        |                        |                        |                 |

Напомена
- ^1  – Александер Албон није успео да одреди време током квалификација, али му је дозвољено да се такмичи у спринту по нахођењу судија.[11]

## Спринт
Спринт је почео у 16:30 по локалном времену 23. априла и трајао је 21 круг. За разлику од сезоне 2021, у којој су само прва три пласирана возача у спринту добијала бодове, правила за 2022. проширила су бодове на првих осам возача. Макс Верстапен је лоше почео и Шарл Леклер је повео, док је Пјер Гасли ударио Џоу Гуанјуа у 9. кривини, изазвавши Џоуово повлачење, и сигурносни аутомобил. Серхио Перез се убрзо вратио на треће, док се Карлос Саинз пробио на четврто.
У првим круговима, Леклер је снажно притискао да задржи Верстапена ван зоне ДРС-а, али је почео да губи због деградације гума. У 19. кругу, Верстапен, који никада није заостајао више од секунде и по, успео је да врати позицију као и да победи у спринту и задржи почетак првог реда, испред Леклера и Переза. Саинз се вратио на друго место на табели, док се Верстапен са 6. попео на 5. пошто возачи Мерцедеса Џорџ Расел и Луис Хамилтон нису добили ниједан поен.

### Спринт класификација
| Поз.                                                      | Бр. | Возач            | Конструктор  | Кругова | Време/Разлика | Место | Поени | Коначно место |
| --------------------------------------------------------- | --- | ---------------- | ------------ | ------- | ------------- | ----- | ----- | ------------- |
| 1                                                         | 1   | Макс Верстапен   | Ред бул      | 21      | 30:39,567     | 1     | 8     | 1             |
| 2                                                         | 16  | Шарл Леклер      | Ферари       | 21      | +2,975        | 2     | 7     | 2             |
| 3                                                         | 11  | Серхио Перез     | Ред бул      | 21      | +4,721        | 7     | 6     | 3             |
| 4                                                         | 55  | Карлос Саинз     | Ферари       | 21      | +17,578       | 10    | 5     | 4             |
| 5                                                         | 4   | Ландо Норис      | Макларен     | 21      | +24,561       | 3     | 4     | 5             |
| 6                                                         | 3   | Данијел Рикардо  | Макларен     | 21      | +27,740       | 6     | 3     | 6             |
| 7                                                         | 77  | Валтери Ботас    | Алфа Ромео   | 21      | +28,133       | 8     | 2     | 7             |
| 8                                                         | 20  | Кевин Магнусен   | Хас          | 21      | +30,712       | 4     | 1     | 8             |
| 9                                                         | 14  | Фернандо Алонсо  | Алпин        | 21      | +32,278       | 5     |       | 9             |
| 10                                                        | 47  | Мик Шумахер      | Хас          | 21      | +33,773       | 12    |       | 10            |
| 11                                                        | 63  | Џорџ Расел       | Мерцедес     | 21      | +36,284       | 11    |       | 11            |
| 12                                                        | 22  | Јуки Цунода      | Алфа Таури   | 21      | +38,298       | 16    |       | 12            |
| 13                                                        | 5   | Себастијан Фетел | Астон Мартин | 21      | +40,177       | 9     |       | 13            |
| 14                                                        | 44  | Луис Хамилтон    | Мерцедес     | 21      | +41,459       | 13    |       | 14            |
| 15                                                        | 18  | Ланс Строл       | Астон Мартин | 21      | +42,910       | 15    |       | 15            |
| 16                                                        | 31  | Естебан Окон     | Алпин        | 21      | +43,517       | 19    |       | 16            |
| 17                                                        | 10  | Пјер Гасли       | Алфа Таури   | 21      | +43,794       | 17    |       | 17            |
| 18                                                        | 23  | Александер Албон | Вилијамс     | 21      | +48,871       | 20    |       | 18            |
| 19                                                        | 6   | Николас Латифи   | Вилијамс     | 21      | +52,017       | 18    |       | 19            |
| Оду                                                       | 24  | Џоу Гуанју       | Алфа Ромео   | 0       | Судар         | 14    |       | 201           |
| Најбржи круг: Серхио Перез (Ред бул) – 1:19,012 (круг 14) |     |                  |              |         |               |       |       |               |
| Извор:                                                    |     |                  |              |         |               |       |       |               |

Напомена
- ^1  – Џоу Гуанју није био класификован, али му је било дозвољено да се такмичи по нахођењу судија.[20]

## Трка
Трка је почела у 15:00 по локалном времену 24. априла и трајала је 63 круга. Победио је Макс Верстапен испред сувозача Серхија Переза на другом и Ланда Нориса на трећем. На домаћем терену, страдали су Фераријеви возачи Шарл Леклер и Карлос Саинз пошто је први направио грешку касно у трци која га је коштала подијума, док је други имао још једано одустајање у првом кругу.

### Извештај о трци
Са кишом која је падала претходних сати и стаза је била мокра, сви аутомобили на старту су имали интер гуме. Они који су стартовали са десне стране, као што су лидер шампионата Шарл Леклер на другом месту и Карлос Саинз на четвртом, имали су лош почетак. У првом реду, Леклер је изгубио позиције од Серхија Переза и Ланда Нориса, док је његовог сувозача Саинза на старту претекао Норис и ударио га Данијел Рикардо, судара није истражен, а Саинза је остао заглављен у шљунку као и на претходној трци у Аустралији, док је Рикардо успео да се врати на стазу и да оде у бокс на крају круга. После судара Саинз-Рикардо, Мик Шумахер се полуокренуо и пао са 10. на 17. док је његова задња осовина окрзнула бочну подлогу Фернанда Алонса, који је морао да се повуче у 8. кругу, након што је бочна подлога његовог аутомобила додатно оштећена током претицања Џорџа Расела. Расел, Себастијан Фетел и Ланс Строл су имали добар почетак.
Безбедносни аутомобил изазван сударом Саинз-Рикардо напустио је стазу и трка је настављена у 4. кругу. Леклер је у 8. кругу престигао Нориса у првој кривини, али је до тада имао 6,2 односно 3,3 секунде заостатка за Верстапеном и Перезом. У наредних седам кругова, те разлике су остале стабилне, пошто је Верстапен био 5,5 секунди испред Переса, а Леклер на 1,9 секунди иза Переза. Верстапен је преко радија рекао свом тиму да је спреман да пређе на гуме за суво у случају да се појави сигурносни аутомобил, али је остао на стази, пошто је Рикардо отишао у бокс у 18. кругу да би прешао на суве, односно средњу смесу што је довело до низа потеза које ће следити у наредних неколико кругова. У 19. кругу, и Перез и Расел, који су до сада били четврти након што су претекли Кевина Магнусена у 12. кругу, отишли су на стајање круг раније у односу на Верстапена и Леклерка, од којих је други имао успешано стајање и дошао испред Переза за друго место, међутим, због нових прописа из 2022. о температури гума који су забранили покривање гума, Перезове топлије гуме су му омогућиле да врати позицију од Леклера неколико кривина касније, пошто је Верстапен повећао предност на 7,5 секунди.
Леклерк је остао близу Переза, који је у 28. кругу прешао преко траве на шикани у скретању 14–15 и Леклер је смањио заостатак за мање од једне секунде, међутим ДРС није био дозвољен упркос томе што су сви возачи возили са гумама за суво и стаза је била све више сува круг по круг. Када је то било дозвољено од 35. круга, Леклер је био преко једне секунде иза Переза, док је Пјер Гасли успео да уђе у ДРС зону иза Александер Албона, док је Луис Хамилтон остао заглављен иза двојице возача до краја трке, које је за цео круг претекао Верстапен у 40. кругу. Верстапен је повећао предност и на Перезу и на Леклеру, који су отишли у бокс по мекшу смесе у 50. кругу, али су изашли иза Нориса на четвртом месту. Леклер је искористио ДРС да би претекао Нориса у 51. кругу, пошто су оба Ред була одговорила на Леклеров покушај ранијег стајања. Овим потезом, Леклер је смањио заостатак над Перезом и имао заостатак од седам десетина у 53. кругу када је у покушају да се приближи Перезу, очешао је ивичњаке у шикани 14–15 и окренуо се ка спољашњем зиду. Леклер је сломио мање делове болида и за мало је избегао оштећење вешања и претрпео је само оштећења предњег крила, који су поправљени новим предњим крилом у боксу, пошто је могао да се врати на стазу, али је пао на 9. и опоравио се на 6. до 62. круга.
Естебан Окон добио је казну од пет секунди због несигурног пуштања у боксу. Пошто је водио сваки круг, а истовремено је направио најбржи круг и победио у трци, Верстапен је остварио други гренд слем у каријери, а Ред бул је постигао свој први 1–2 од Велике награде Малезије 2016.

### Тркачка класификација
| Поз.                                                        | Бр. | Возач            | Конструктор  | Кругова | Време/Разлика   | Место | Поени |
| ----------------------------------------------------------- | --- | ---------------- | ------------ | ------- | --------------- | ----- | ----- |
| 1                                                           | 1   | Макс Верстапен   | Ред бул      | 63      | 1:32:07.986     | 1     | 261   |
| 2                                                           | 11  | Серхио Перез     | Ред бул      | 63      | +16.527         | 3     | 18    |
| 3                                                           | 4   | Ландо Норис      | Макларен     | 63      | +34.834         | 5     | 15    |
| 4                                                           | 63  | Џорџ Расел       | Мерцедес     | 63      | +42.506         | 11    | 12    |
| 5                                                           | 77  | Валтери Ботас    | Алфа Ромео   | 63      | +43.181         | 7     | 10    |
| 6                                                           | 16  | Шарл Леклер      | Ферари       | 63      | +56.072         | 2     | 8     |
| 7                                                           | 22  | Јуки Цунода      | Алфа Таури   | 63      | +1:01.110       | 12    | 6     |
| 8                                                           | 5   | Себастијан Фетел | Астон Мартин | 63      | +1:10.892       | 13    | 4     |
| 9                                                           | 20  | Кевин Магнусен   | Хас          | 63      | +1:15.260       | 8     | 2     |
| 10                                                          | 18  | Ланс Строл       | Астон Мартин | 62      | +1 круг         | 15    | 1     |
| 11                                                          | 23  | Александер Албон | Вилијамс     | 62      | +1 круг         | 18    |       |
| 12                                                          | 10  | Пјер Гасли       | Алфа Таури   | 62      | +1 круг         | 17    |       |
| 13                                                          | 44  | Луис Хамилтон    | Мерцедес     | 62      | +1 круг         | 14    |       |
| 14                                                          | 31  | Естебан Окон     | Алпин        | 62      | +1 круг2        | 16    |       |
| 15                                                          | 24  | Џоу Гуанју       | Алфа Ромео   | 62      | +1 круг         | ПЛ    |       |
| 16                                                          | 6   | Николас Латифи   | Вилијамс     | 62      | +1 круг         | 19    |       |
| 17                                                          | 47  | Мик Шумахер      | Хас          | 62      | +1 круг         | 10    |       |
| 18                                                          | 3   | Данијел Рикардо  | Макларен     | 62      | +1 круг         | 6     |       |
| Оду                                                         | 14  | Фернандо Алонсо  | Алпин        | 6       | Штета од судара | 9     |       |
| Оду                                                         | 55  | Карлос Саинз     | Ферари       | 0       | Судар           | 4     |       |
| Најбржи круг: Макс Верстапен (Ред бул) – 1:18,446 (круг 55) |     |                  |              |         |                 |       |       |
| Извор:                                                      |     |                  |              |         |                 |       |       |

Напомене
- ^1  – Укључује један бод за најбржи круг.[41]
- ^2  – Естебан Окон је завршио 11. али је добио пет секунди временске казне због несигурног пуштања.[5][40]

## Поредак шампионата после трке
|   | Поз. | Возач          | Поени |
| - | ---- | -------------- | ----- |
|   | 1    | Шарл Леклер    | 86    |
| 4 | 2    | Макс Верстапен | 59    |
| 1 | 3    | Серхио Перез   | 54    |
| 2 | 4    | Џорџ Расел     | 49    |
| 2 | 5    | Карлос Саинз   | 38    |

|   | Поз. | Конструктор | Поени |
| - | ---- | ----------- | ----- |
|   | 1    | Ферари      | 124   |
| 1 | 2    | Ред бул     | 113   |
| 1 | 3    | Мерцедес    | 77    |
|   | 4    | Макларен    | 46    |
| 1 | 5    | Алфа Ромео  | 25    |

- Напомена: Само првих пет позиција су укључене за оба сета на табели.